# Ново-Баварський сквер (Харків)
Ново-Баварський сквер — сквер, що розташований у південно-західній частині міста Харкова у місцевості Нова Баварія одразу за будівлею культурно-ділового центру «Нова Баварія» і зупинкою транспорту.

## Історія
Сквер закладено як місце відпочинку співробітників місцевого канатного заводу у середині ХХ століття. У 2012 році була проведена капітальна реконструкція скверу, висаджено 70 лип, кроновано старі дуби, проведено освітлення, встановлено дитячі майданчики. 20 листопада 2015 року сквер імені Ілліча перейменовано на Ново-Баварський. У 2021 році проведено реконструкцію скверу; встановлено нові лави, ліхтарі, облаштовано ігрові та спортивні майданчики.

## Опис
Стежки скверу викладені бруківкою та мощені асфальтом. Є багато лавочок, ліхтарі, кіоск з морозивом, 2 дитячі майданчики, 1 спортмайданчик, місце для новорічної ялинки, громадська вбиральня тощо. На вході в сквер був встановлений пам'ятник Максиму Горькому, який перенесений із Центрального парку після реконструкції. Пам'ятник знесено 18 грудня 2019 року.
У сквері проводяться масові святкування Нового року, Різдва, Масниці, Дня міста (23 серпня) тощо. Під час масових заходів, місцева влада встановлює в сквері невеличку сцену.
До скверу можна легко дістатись, бо поряд проходить великий транспортний вузол — тролейбуси № 11, 27, маршрутки № 75, 209, 220, 232, 237, а також неподалік залізнична станція «Нова Баварія».

## Галерея

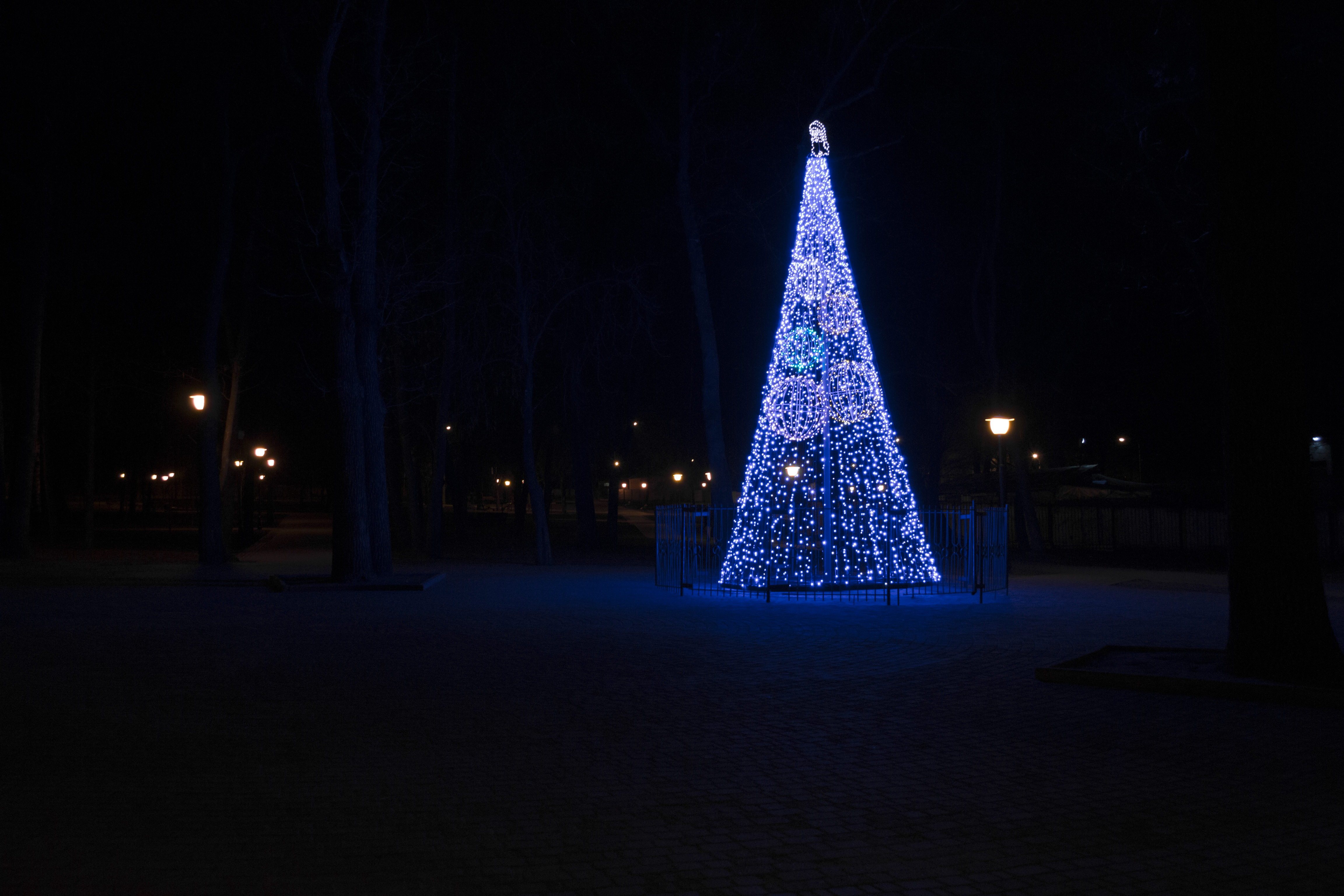
Різдвяна ялинка у сквері. 2018 рік
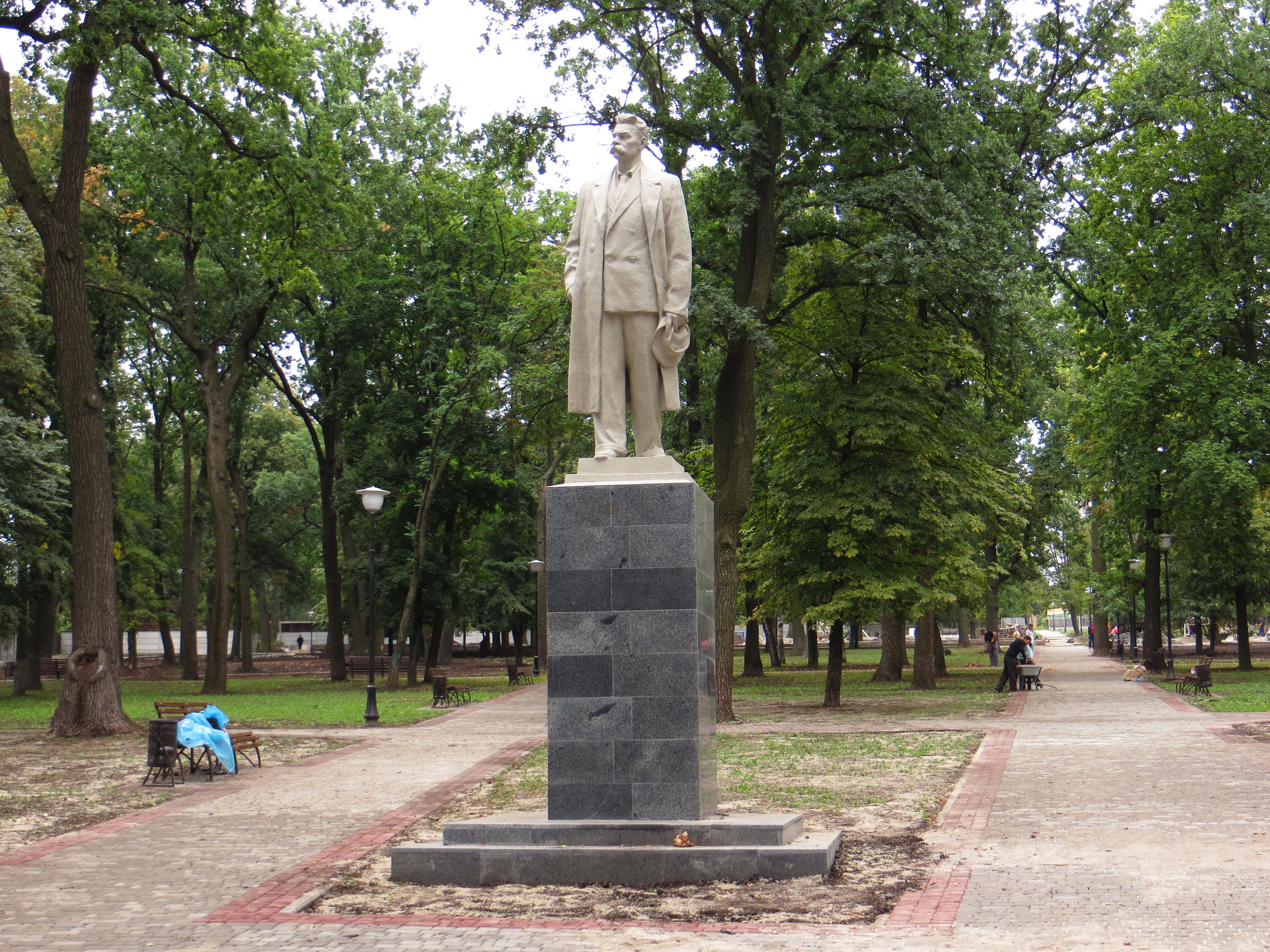
Пам'ятник Максиму Горькому (демонтований)